# گزارش بوریج

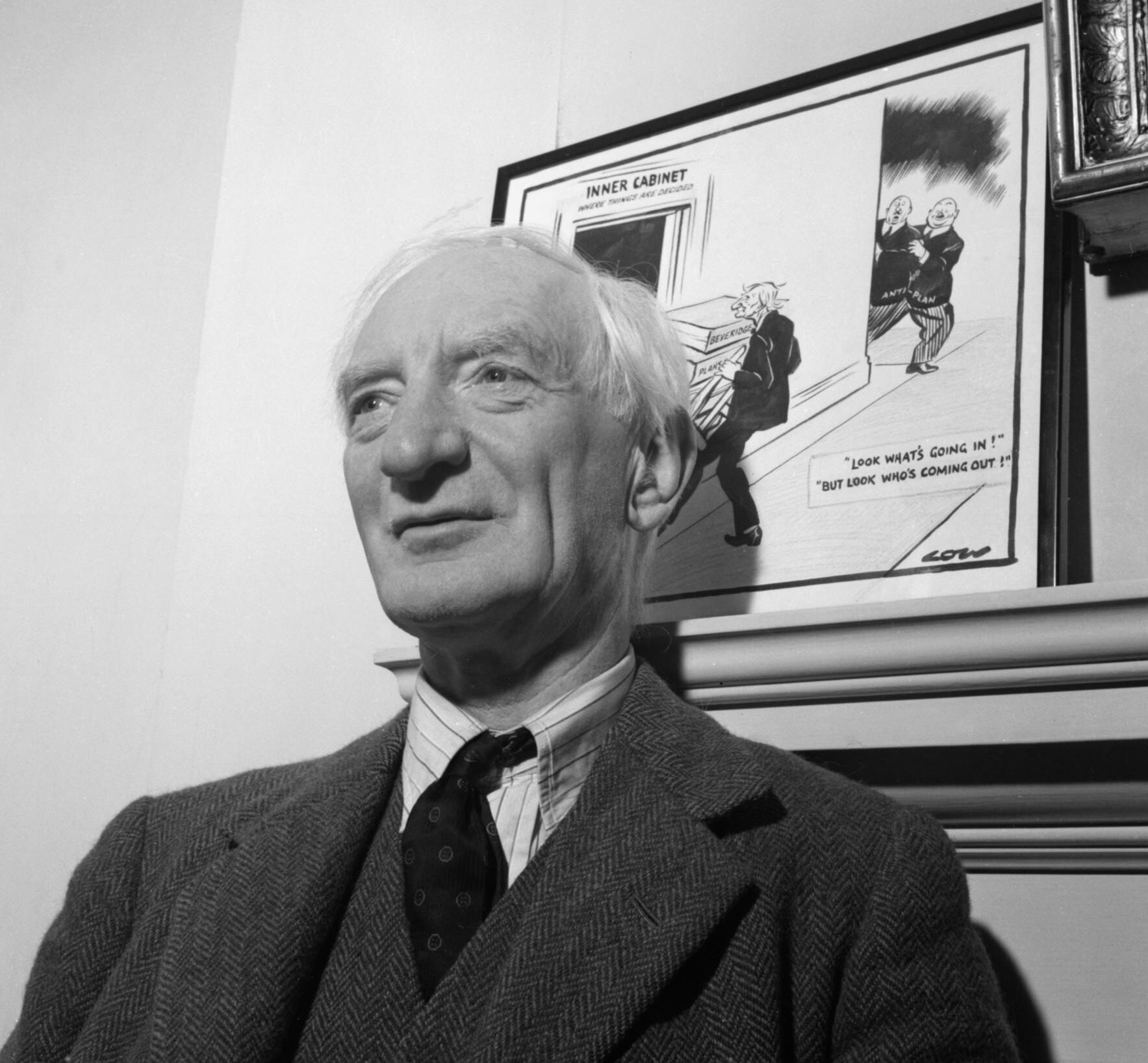
ویلیام بوریج

گزارش بِوْریج (به انگلیسی: Beveridge Report) گزارشی دربارهٔ سیاست اجتماعی بریتانیا می‌باشد که در سال ۱۹۴۲ به وسیلهٔ ویلیام بوریج، اقتصاددان، و برای حکومت ائتلافی در زمان جنگ نوشته شد. بعد از جنگ، این گزارش پایۀ سیاست امنیت اجتماعی بریتانیا را تشکیل داد. عنوان این گزارش «بیمه اجتماعی و خدمات مربوطه»* بود.
در این گزارش، بوریج با این استدلال که فقر عموماً نتیجه عواملی مانند بیماری، بیکاری یا سن بالا بوده، سیستمی را پیشنهاد می‌کند که در آن به اشخاصی که چنین وضعیت نامساعدی را تجربه می‌کنند، اعانه‌ای پرداخت می‌شود. این اعانه بدون توجه به درآمد این افراد پرداخت می‌شود. همچنین اعانه‌های خاصی که وابسته به درآمد بودند نیز به عنوان پشتیبان لحاظ شده بود که یک نمونه بارز آن «یاری ملّی»* (که بعدها «اعانه تکمیلی»* خوانده شد) بود. پیش‌بینی شده بود که بخشی از تأمین مالی طرح از طریق مشارکت کنندگان، و بخشی دیگر از آن از طریق مالیات دریافتی فراهم می‌شد.
اگرچه سیستم پیشنهادی بوریج در سطحی اجمالی به اجرا گذارده شد، اعانه‌هایی که به درآمد ربط داشتند، اهمیت بسیار گسترده‌تر از آنچه بوریج آن را کرده بود، پیدا کردند. بخشی از دلیل این امر قرار دادن عواید دیگری در سطوح پایین تر از آنچه او در ابتدا پیشنهاد کرده بود، می‌باشد. یکی از نتایج اجرای این طرح تله فقر می‌باشد.